# Équipe d'Iran de football à 5
Maillots
Actualités
L'équipe d'Iran de football est une sélection des meilleurs footballeurs iraniens handisport, constituée sous l'égide de la Fédération d'Iran de football.

## Effectif actuel
Pour les Jeux paralympiques 2012 stats 